# Scorzalith
Scorzalith ist ein selten vorkommendes Mineral aus der Mineralklasse der „Phosphate, Arsenate und Vanadate“. Es kristallisiert im monoklinen Kristallsystem mit der idealisierten chemischen Zusammensetzung Fe2+Al2[(OH)2|(PO4)2] und ist damit chemisch gesehen ein Eisen-Aluminium-Phosphat mit zusätzlichen Hydroxidionen.
Scorzalith ist das Eisen-Analogon zu Lazulith (MgAl2[(OH)2|(PO4)2]) und bildet mit diesem eine lückenlose Mischkristallreihe. Daher wird in verschiedenen Quellen gelegentlich die Mischformel (Fe2+,Mg)Al2[(OH)2|(PO4)2] angegeben, wobei sich die in den runden Klammern angegebenen Elemente jeweils gegenseitig vertreten (Substitution, Diadochie) können, jedoch immer im selben Mengenverhältnis zu den anderen Bestandteilen des Minerals stehen.
Das Mineral entwickelt meist prismatische Kristalle und multiple oder lamellare Zwillinge, kommt aber auch in Form körniger bis massiger Mineral-Aggregate vor. Die durchsichtigen bis durchscheinenden Kristalle sind von tiefblauer bis blaugrüner Farbe und zeigen auf den Oberflächen einen glasähnlichen Glanz. Auf der Strichtafel hinterlässt Scorzalith einen weißen Strich.

## Etymologie und Geschichte
Erstmals entdeckt wurde Scorzalith in der Córrego Frio Mine bei Linópolis (Gemeinde Divino das Laranjeiras) im brasilianischen Bundesstaat Minas Gerais und beschrieben 1949 durch William Thomas Pecora (1913–1972) und Joseph John Fahey (1901–1980), die das Mineral zu Ehren des Mineralogen Evaristo Pena Scorza (1899–1969) benannten.
Typmaterial des Minerals wird im Natural History Museum in London, England (Katalog-Nr. 1965,207), an der Harvard University in Cambridge, Massachusetts (Katalog-Nr. 100679) und im National Museum of Natural History in Washington, D.C., USA (Katalog-Nr. C5862) aufbewahrt.

## Klassifikation
Bereits in der veralteten, aber teilweise noch gebräuchlichen 8. Auflage der Mineralsystematik nach Strunz gehörte der Scorzalith zur Mineralklasse der „Phosphate, Arsenate und Vanadate“ und dort zur Abteilung der „Wasserfreien Phosphate, mit fremden Anionen F, Cl, O, OH“, wo er zusammen mit Barbosalith, Hentschelit, Lazulith, Lipscombit, Richellit, Trolleit, Wilhelmkleinit und Zinklipscombit die „Lazulith-Gruppe“ mit der System-Nr. VII/B.08 bildete.
Die seit 2001 gültige und von der International Mineralogical Association (IMA) verwendete 9. Auflage der Strunz’schen Mineralsystematik ordnet den Scorzalith ebenfalls in die Abteilung der „Phosphate usw. mit zusätzlichen Anionen; ohne H2O“ ein. Diese ist allerdings weiter unterteilt nach der relativen Größe der beteiligten Kationen und dem Stoffmengenverhältnis der weiteren Anionen (OH etc.) zum Phosphat-, Arsenat- bzw. Vanadatkomplex (RO4), so dass das Mineral entsprechend seiner Zusammensetzung in der Unterabteilung „Mit ausschließlich mittelgroßen Kationen; (OH usw.) : RO4 ≤ 1 : 1“ zu finden ist, wo es zusammen mit Barbosalith, Hentschelit, Lazulith und Wilhelmkleinit die „Lazulithgruppe“ mit der System-Nr. 8.BB.40 bildet.
Auch die vorwiegend im englischen Sprachraum gebräuchliche Systematik der Minerale nach Dana ordnet den Scorzalith in die Klasse der „Phosphate, Arsenate und Vanadate“ und dort in die Abteilung der „Wasserfreie Phosphate etc., mit Hydroxyl oder Halogen“ ein. Hier ist er ebenfalls in der „Lazulithgruppe“ mit der System-Nr. 41.10.01 innerhalb der Unterabteilung „Wasserfreie Phosphate etc., mit Hydroxyl oder Halogen mit (A2+B2+)3(XO4)2Zq“ zu finden.

## Bildung und Fundorte

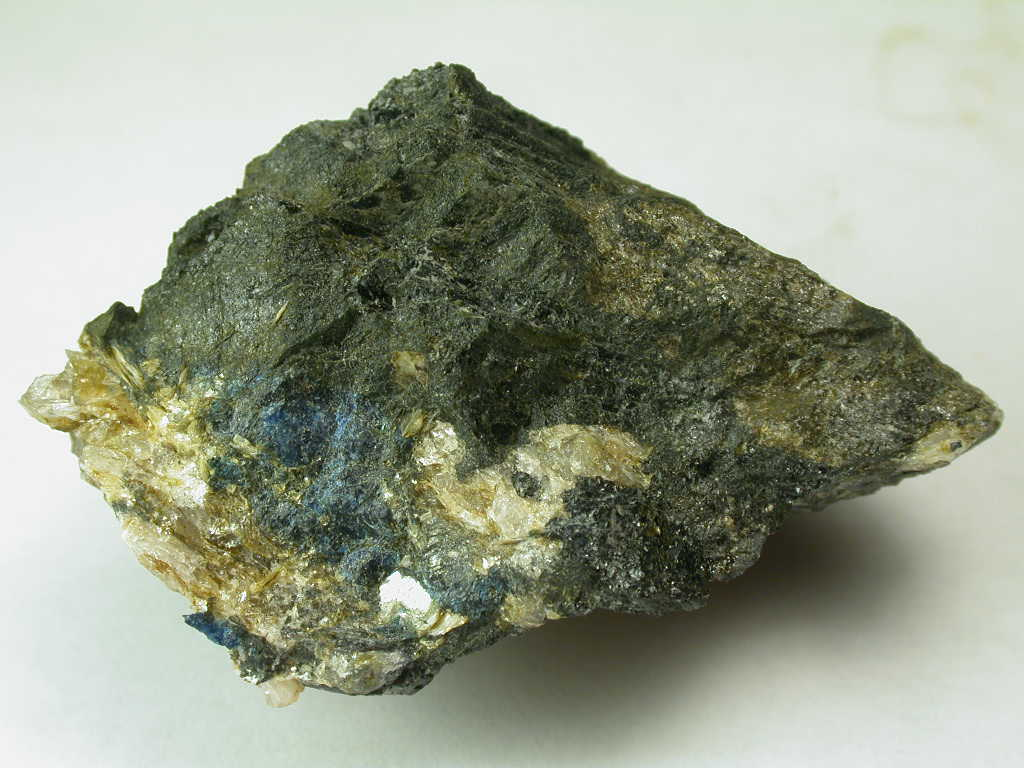
5,2 × 3,3 cm große Masse mit dunkelgrünem Triphylin und blauem Scorzalith (links unten) aus Custer (South Dakota), USA

Scorzalith ist wie Lazulith ein typisches Sekundärmineral, dass sich durch hydrothermale Vorgänge in granitischen Pegmatiten oder in kyanitreichen Quarziten bildet, wo es primäre Phosphate verdrängt und ersetzt. Als Begleitminerale können neben Quarz unter anderem noch verschiedene Apatite, Berlinit, Feldspat, Lacroixit, Muskovit, Souzalith, Triphylin, Trolleit, verschiedene Turmaline und Wyllieit auftreten.
Als seltene Mineralbildung konnte Scorzalith nur an wenigen Fundorten nachgewiesen werden, wobei bisher (Stand 2014) rund 60 Fundorte als bekannt gelten. Neben seiner Typlokalität Córrego Frio Mine bei Linópolis trat das Mineral in Brasilien nur noch in der Grube Gentil bei Mendes Pimentel in Minas Gerais zutage.
In Deutschland konnte Scorzalith bisher nur am Hennenkobel (Hühnerkobel) nahe Rabenstein (Zwiesel) und an der Trinkwassertalsperre Frauenau in Niederbayern sowie in der Grube Hagendorf-Süd (Markt Waidhaus) in der Oberpfalz gefunden werden.
Der bisher einzige bekannte Fundort in Österreich ist der Hahnenkofel nahe dem Millstätter See in Kärnten. Auch in der Schweiz ist mit dem Pontetal (Valle di Ponte) nahe Brissago TI im Kanton Tessin bisher nur ein Fundort bekannt.
Bekannt aufgrund außergewöhnlicher Scorzalithfunde sind unter anderem die Gruben Palermo Nr. 1 und 2 bei Groton im Grafton County des US-Bundesstaates New Hampshire, wo dunkelblaue, körnige Aggregate von bis zu 10 Zentimeter Durchmesser zutage traten.
Weitere Fundorte liegen unter anderem in Afghanistan, Australien, Bolivien, Frankreich, Japan, Kanada, Marokko, Namibia, Portugal, Ruanda, Russland, Schweden, Spanien, Tschechien und in verschiedenen Bundesstaaten der USA.

## Kristallstruktur
Scorzalith kristallisiert monoklin in der Raumgruppe P21/c (Raumgruppen-Nr. 14) mit den Gitterparametern a = 7,15 Å; b = 7,31 Å; c = 7,25 Å und β = 120,6° sowie zwei Formeleinheiten pro Elementarzelle.

## Verwendung
Für den kommerziellen Gebrauch als Schmuckstein ist Scorzalith trotz seiner mitunter klaren Kristalle und intensiv blauen bis blaugrünen Farbe (selten werden auch violette Scorzalithe gefunden) nur von untergeordneter Bedeutung. Er wird jedoch gelegentlich für Sammler in verschiedenen Facettenschliffen angeboten.